# Daniele Archibugi
Daniele Archibugi, född 17 juli 1958 i Rom, är en italiensk ekonom som bl.a. har studerat innovationer och internationella relationer. Inom politisk teori har han tillsammans med David Held utvecklat idén om kosmopolitisk demokrati. Han har också intresserat sig för olika aspekter av globalisering, i synnerhet teknikutbyte.